# Supercopa d'Europa de futbol 1973
La Supercopa d'Europa de futbol 1973 va ser la primera edició oficial de la Supercopa d'Europa de futbol, després que l'edició de l'any anterior no estigués sota l'oficialitat de la UEFA. Els dos equips que la van jugar van ser el campió de la Copa d'Europa, l'AFC Ajax i el campió de la Recopa, l'AC Milan. L'Ajax va guanyar amb un marcador global de 6-1.

## Detalls del partit

### Anada
| AC Milan     | 1 - 0 | AFC Ajax |
| ------------ | ----- | -------- |
| Chiarugi 77' |       |          |

| MILAN:                                               |  |                         |  |       |
|                                                      |  |                         |  |       |
| GK                                                   |  | Villiam Vecchi          |  |       |
| DF                                                   |  | Giuseppe Sabadini       |  |       |
| DF                                                   |  | Aldo Maldera            |  |       |
| DF                                                   |  | Karl-Heinz Schnellinger |  |       |
| DF                                                   |  | Angelo Anquilletti      |  |       |
| MF                                                   |  | Maurizio Turone         |  |       |
| MF                                                   |  | Alessandro Turini       |  | Surt  |
| MF                                                   |  | Romeo Benetti           |  |       |
| MF                                                   |  | Giorgio Biasiolo        |  |       |
| MF                                                   |  | Gianni Rivera           |  |       |
| FW                                                   |  | Luciano Chiarugi        |  |       |
| Substitutes:                                         |  |                         |  |       |
| MF                                                   |  | Franco Bergamaschi      |  | Entra |
| Manager:                                             |  |                         |  |       |
| Cesare Maldini Man of the Match: Assistant referees: |  |                         |  |       |

| AJAX:         |   |                   |
|               |   |                   |
|               |   |                   |
| GK            | 1 | Heinz Stuy        |
| RB            | ' | Wim Suurbier      |
| CM            | ' | Horst Blankenburg |
| CB            | ' | Barry Hulshoff    |
| LB            | ' | Ruud Krol         |
| DM            | ' | Arie Haan         |
| CM            | ' | Gerrie Mühren     |
| CM            | ' | Johan Neeskens    |
| RF            | ' | Johnny Rep        |
| CF            | ' | Jan Mulder        |
| LF            | ' | Piet Keizer       |
| Manager:      |   |                   |
| George Knobel |   |                   |

### Tornada
| AFC Ajax                                                                        | 6 - 0 | AC Milan |
| ------------------------------------------------------------------------------- | ----- | -------- |
| Mulder 26' · Keizer 35' · Neeskens 71' · Rep 81' · Mühren 84' (p.k.) · Haan 87' |       |          |

| AJAX:                                               |   |                   |
|                                                     |   |                   |
| GK                                                  | 1 | Heinz Stuy        |
| RB                                                  | ' | Wim Suurbier      |
| CM                                                  | ' | Horst Blankenburg |
| CB                                                  | ' | Barry Hulshoff    |
| LB                                                  | ' | Ruud Krol         |
| DM                                                  | ' | Arie Haan         |
| CM                                                  | ' | Gerrie Mühren     |
| CM                                                  | ' | Johan Neeskens    |
| RF                                                  | ' | Johnny Rep        |
| CF                                                  | ' | Jan Mulder        |
| LF                                                  | ' | Piet Keizer       |
| Manager:                                            |   |                   |
| George Knobel Man of the Match: Assistant referees: |   |                   |

| MILAN:         |  |                         |  |       |
|                |  |                         |  |       |
|                |  |                         |  |       |
| GK             |  | Villiam Vecchi          |  |       |
| DF             |  | Giuseppe Sabadini       |  |       |
| DF             |  | Aldo Maldera            |  |       |
| DF             |  | Karl-Heinz Schnellinger |  |       |
| DF             |  | Angelo Anquilletti      |  |       |
| MF             |  | Maurizio Turone         |  |       |
| MF             |  | Dario Dolci             |  |       |
| MF             |  | Romeo Benetti           |  |       |
| MF             |  | Giorgio Biasiolo        |  | Surt  |
| MF             |  | Gianni Rivera           |  |       |
| FW             |  | Luciano Chiarugi        |  |       |
| Substitutes:   |  |                         |  |       |
| MF             |  | Tresoldi                |  | Entra |
| Manager:       |  |                         |  |       |
| Cesare Maldini |  |                         |  |       |

- Ajax guanya 6-1 en el marcador global.

| Supercopa d'Europa 1973 |
| ----------------------- |
| Països Baixos           |
| AFC Ajax Primer títol   |